# 29 de fevereiro
29 de fevereiro é, nos anos bissextos, o 60.º dia do ano no calendário gregoriano. Faltam 305 dias para acabar o ano. Existe apenas em anos bissextos.
Assim, o dia 29 de fevereiro ocorre em todos os anos divisíveis por 4, como 2012, 2016, 2020, 2024, 2028, 2032 e 2036. Porém, nos anos que são divisíveis por 100 no calendário gregoriano, este dia não acontece, como aconteceu em 1700, 1800 e 1900, que foram anos comuns. Entretanto, os anos divisíveis por 400 do calendário gregoriano são bissextos. Por exemplo os anos 800, 1200, 1600, 2000, por mais que sejam divisíveis por 100 há essa exceção, fazendo com que sejam anos bissextos.

## Eventos históricos

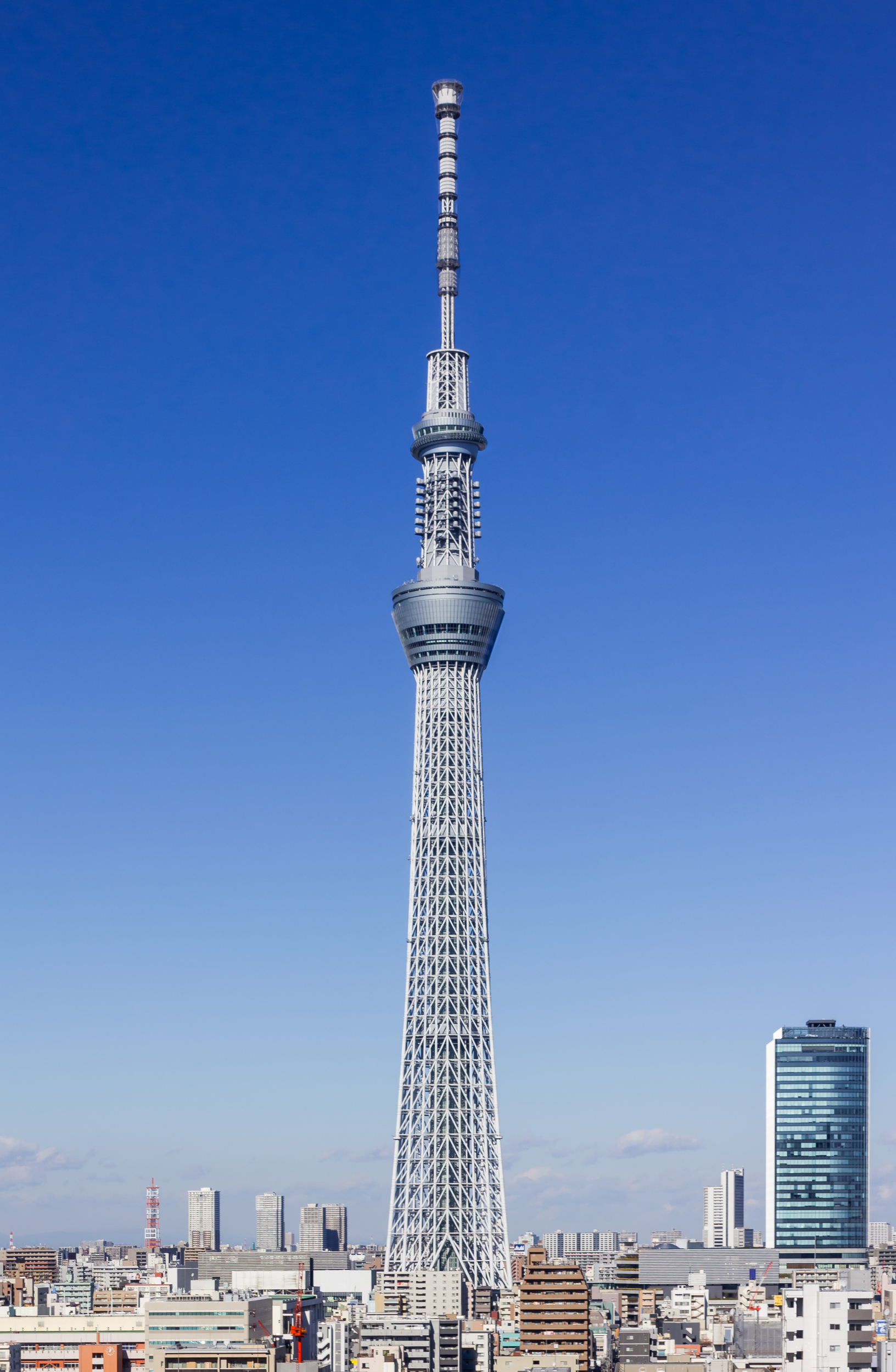
2012: Concluída a construção da Tokyo Skytree.

- 0888 — Odo, conde de Paris, é coroado rei da Frância Ocidental (França) pelo arcebispo Walter de Sens em Compiègne.[1]
- 1504 — Cristóvão Colombo usa seu conhecimento de um eclipse lunar naquela noite para convencer os nativos jamaicanos a fornecer-lhe suprimentos.[2]
- 1644 — Abel Tasman inicia sua segunda viagem ao Pacífico.
- 1712 — 29 de fevereiro é seguido do dia 30 de fevereiro na Suécia, a fim de abolir o calendário sueco e retornar ao juliano.
- 1720 — Rainha Ulrica Leonor da Suécia abdica em favor de seu marido, que se torna Rei Frederico I, em 24 de março.
- 1752 — Rei Alaungpaya funda a Dinastia Konbaung, a última dinastia da monarquia birmanesa.
- 1768 — Nobres poloneses formam a Confederação de Bar.
- 1796 — Emitido o alvará de criação da Real Biblioteca Pública da Corte e do Reino, atual Biblioteca Nacional de Portugal.
- 1916 — Tokelau é anexado pelo Reino Unido.
- 1936 — Termina em Tóquio o Incidente de 26 de Fevereiro.
- 1940
  - Finlândia inicia as negociações de paz da Guerra de Inverno.
  - Por sua atuação como Mammy em E o Vento Levou, Hattie McDaniel se torna a primeira afro-americana a ganhar um Oscar.
- 1944 — Segunda Guerra Mundial: as Ilhas do Almirantado são invadidas na Operação Brewer liderada pelo general americano Douglas MacArthur.
- 1952 — A ilha de Heligolândia retorna à jurisdição alemã.
- 1960 — Um terremoto destrói a cidade de Agadir, no Marrocos, e deixando 12 000 mortos e outros 12 000 feridos.[3]
- 1972 — Guerra do Vietnã: Vietnamização: Coreia do Sul retira 11 000 de seus 48 000 soldados do Vietnã.
- 1988
  - O arcebispo sul-africano Desmond Tutu é detido, junto com uma centena de clérigos na Cidade do Cabo (África do Sul) durante protestos contra restrições estatais impostas às organizações antiapartheid cinco dias antes.
  - 1ª emissão da rádio portuguesa TSF.
- 1992 — Primeiro dia do referendo sobre a independência da Bósnia e Herzegovina.
- 1996
  - Termina oficialmente o Cerco de Sarajevo.
  - O voo 251 da Faucett Perú cai nos Andes; todos os 123 passageiros e tripulantes morreram.[4]
- 2000 — Segunda Guerra na Chechênia: oitenta e quatro paraquedistas russos são mortos em um ataque rebelde contra um posto de guarda perto de Ulus Kert.
- 2004 — Jean-Bertrand Aristide é retirado da presidência do Haiti por um golpe de Estado.
- 2012
  - Concluída a construção da Tokyo Skytree, a torre mais alta do mundo, com 634 metros de altura, e a segunda estrutura mais alta (construída pelo homem) na Terra, depois do Burj Khalifa.
  - A Coreia do Norte concorda em suspender o enriquecimento de urânio e os testes nucleares e de mísseis de longo alcance em troca da ajuda alimentar dos EUA.[5]
- 2020
  - Os Estados Unidos e o Talibã assinam o Acordo de Doha para trazer a paz ao Afeganistão.
  - Durante uma manifestação, coletivos pró-governo disparam contra o autoproclamado presidente da Venezuela e presidente da Assembleia Nacional, Juan Guaidó, e seus apoiadores em Barquisimeto, na Venezuela, deixando cinco feridos.[6]
- 2024
  - É encerrado as operações de transferências bancárias TED e DOC no Brasil.
  - É inaugurada a vila olímpica dos Jogos Olímpicos de Paris.

## Nascimentos

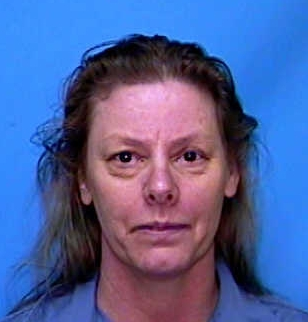
Aileen Wuornos

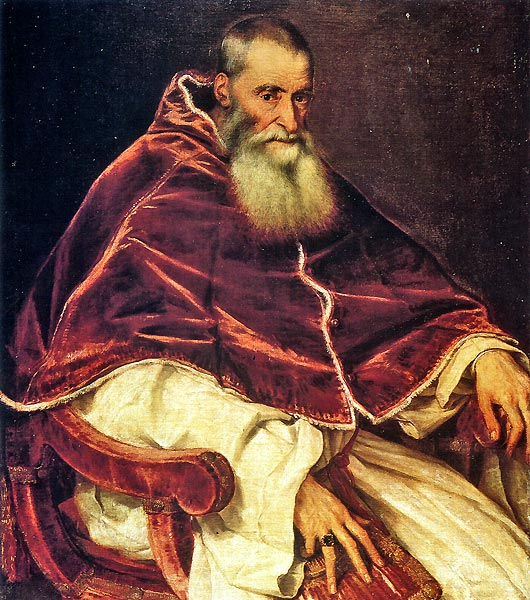
Papa Paulo III.

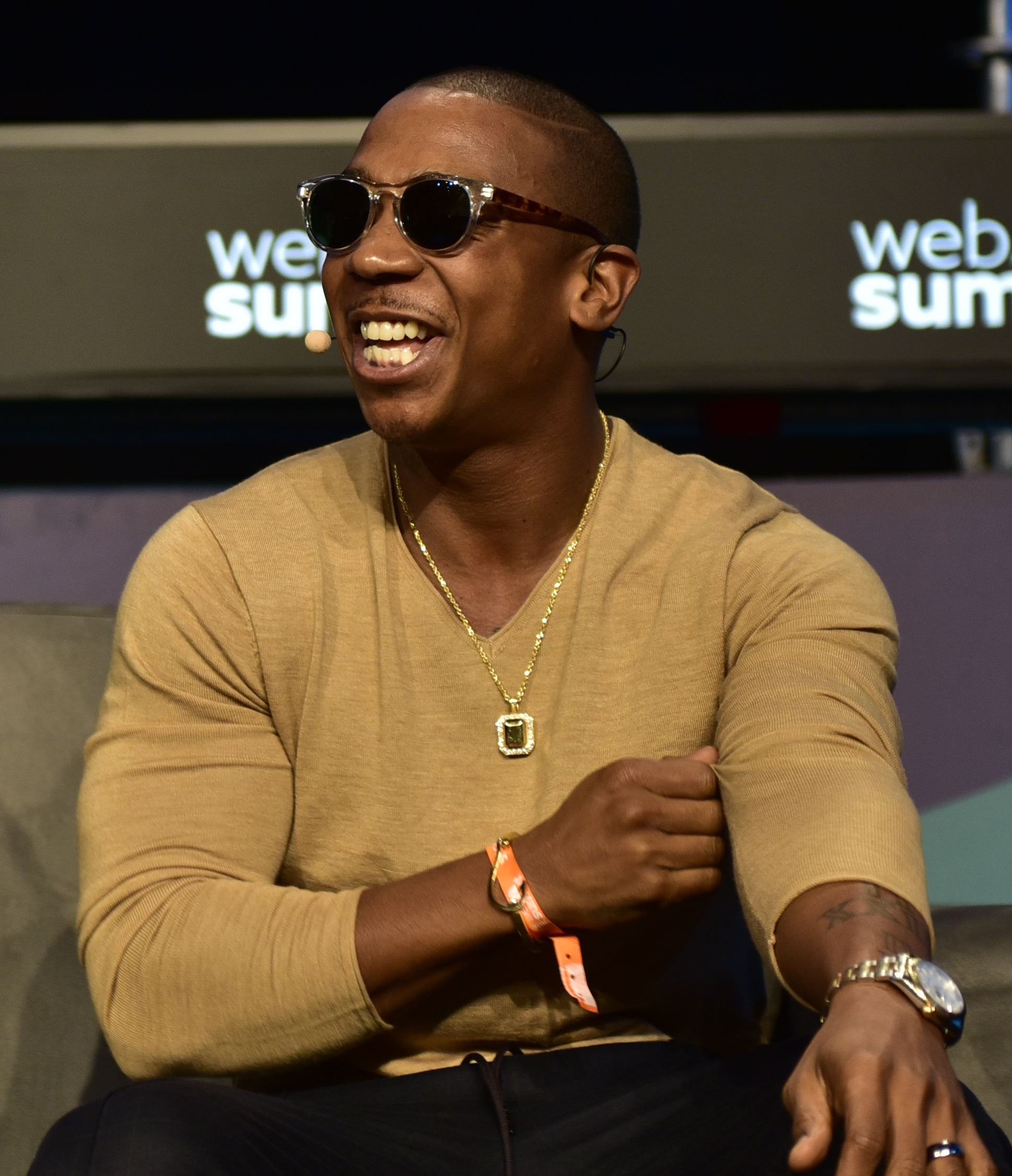
Ja Rule

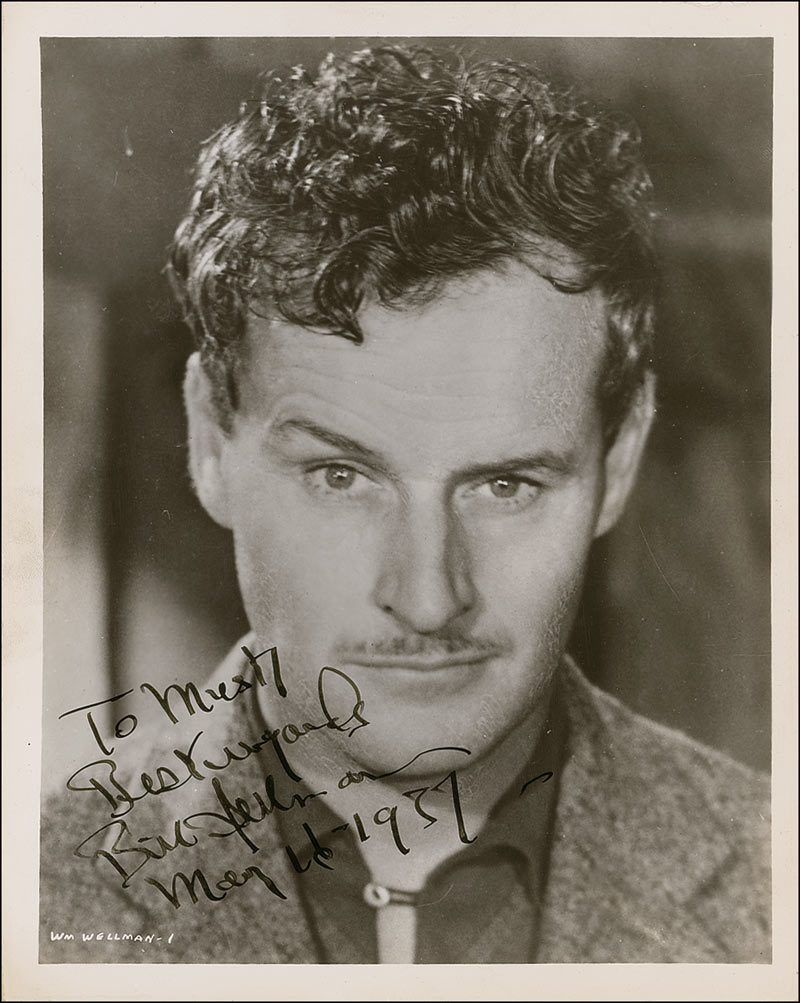
William A. Wellman.

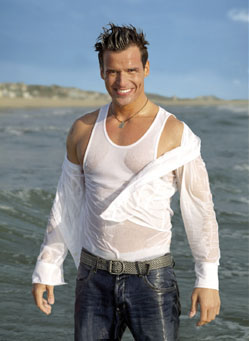
Antonio Sabàto Jr.

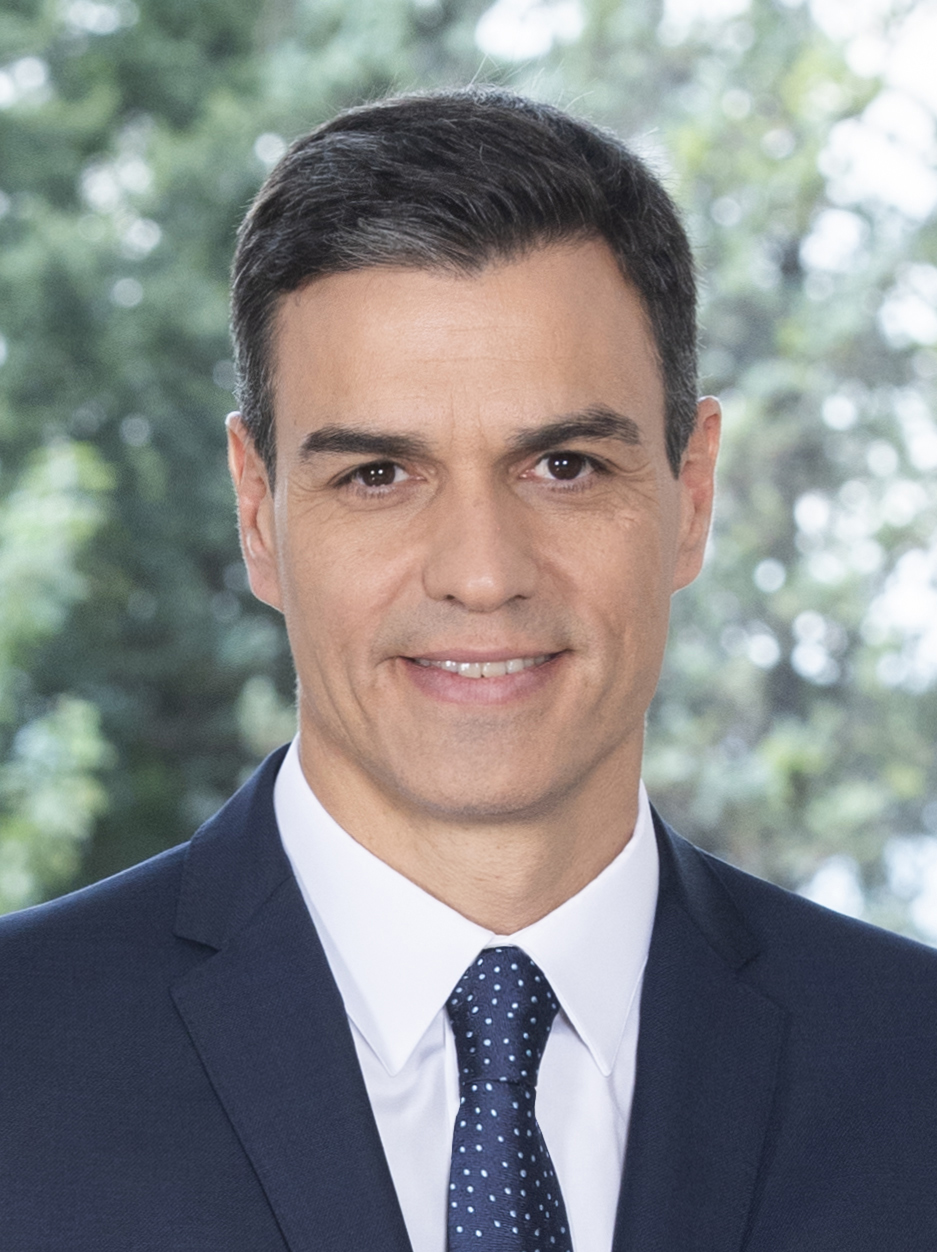
Pedro Sánchez

### Anterior ao século XIX
- 1468 — Papa Paulo III (m. 1549).
- 1764 — Paul Erman, físico alemão (m. 1851).
- 1792 — Gioachino Rossini, compositor italiano (m. 1868).

### Século XIX
- 1804 — Hércules Florence, inventor franco-brasileiro (m. 1879).
- 1848 — Adele Zay, professora, feminista e pedagoga húngara (m. 1928).
- 1852 — Jorge Maximilianovich de Leuchtenberg (m. 1912).
- 1860 — Herman Hollerith, inventor norte-americano (m. 1929).
- 1896
  - Morarji Desai, ativista indiano (m. 1995).
  - William A. Wellman, diretor de cinema estadunidense (m. 1975).

### Século XX
- 1904 — Jimmy Dorsey, instrumentista e compositor norte-americano (m. 1957).
- 1908 — Balthus, artista plástico francês (m. 2001).
- 1916
  - Dinah Shore, cantora e atriz estadunidense (m. 1994).
  - James B. Donovan, advogado americano (m. 1970).
- 1920 — Michèle Morgan, atriz francesa (m. 2016).
- 1924 — Carlos Humberto Romero, militar e político salvadorenho (m. 2017).
- 1932
  - Jaguar, cartunista brasileiro.
  - Gene Golub, matemático estadunidense (m. 2007).
  - Masten Gregory, automobilista norte-americano (m. 1985).
  - Reri Grist, soprano norte-americana.
- 1936
  - Jack Lousma, ex-astronauta norte-americano.
  - Alex Rocco, ator estadunidense (m. 2015).
- 1940
  - Bartolomeu I de Constantinopla, religioso grego.
  - Yozhef Sabo, ex-futebolista e técnico ucraniano.
- 1944
  - Dennis Farina, ator estadunidense (m. 2013).
  - Leiki Loone, matemática estoniana.
  - Paolo Eleuteri Serpieri, escritor e ilustrador italiano.
- 1948
  - Ken Foree, ator norte-americano.
  - Manoel Maria, ex-futebolista brasileiro.
- 1956
  - Aileen Wuornos, assassina em série norte-americana (m. 2002).
  - Luiz Duarte, dramaturgo, diretor e escritor brasileiro.
  - J. Randy Taraborrelli, jornalista e biógrafo estadunidense.
- 1960
  - Cheb Khaled, cantor argelino.
  - Tony Robbins, escritor e palestrante estadunidense.
- 1964 — Jaime Ogilvy, membro da família real britânica.
- 1972
  - Sylvie Lubamba, showgirl, modelo e atriz italiana.
  - Antonio Sabàto Jr., ator italiano.
  - Pedro Sánchez, político espanhol.
- 1976 — Ja Rule, rapper norte-americano.
- 1980 — Taylor Twellman, ex-futebolista norte-americano.
- 1984 — Mark Foster, cantor norte-americano.
- 1988
  - Benedikt Höwedes, ex-futebolista alemão.
  - Fabiano Ribeiro de Freitas, futebolista brasileiro.
  - Joel Kim Booster, ator, comediante, produtor e escritor norte-americano.
- 1992 — Jessie Usher, ator americano.
- 2000
  - Tyrese Haliburton, jogador de basquetebol norte-americano.
  - Ferran Torres, futebolista espanhol.

### Século XXI
- 2004 — Abdukodir Khusanov, futebolista uzbeque.

## Mortes

### Anterior ao século XIX
- 1212 — Hōnen, líder religioso japonês (n. 1133).
- 1732 — André-Charles Boulle, mestre de marquetaria francês (n. 1642).
- 1740 — Pietro Ottoboni, cardeal e mecenas italiano (n. 1667).
- 1744 — John Theophilus Desaguliers, filósofo francês (n. 1683).

### Século XIX
- 1848 — Louis-François Lejeune, general francês (n. 1775).
- 1868 — Luís I da Baviera (n. 1786).
- 1896 — Albrecht von Stosch, almirante alemão (n. 1818).

### Século XX
- 1904 — Henri Joseph Anastase Perrotin, astrônomo francês (n. 1840).
- 1928
  - Adolphe Appia, arquiteto e dramaturgo suíço (n. 1862).
  - Armando Diaz, marechal italiano (n. 1861).
- 1944 — Pehr Evind Svinhufvud, político finlandês (n. 1861).
- 1956 — Elpidio Quirino, político filipino (n. 1890).
- 1960 — Walter Yust, jornalista norte-americano (n. 1894).
- 1980 — Yigal Allon, político e militar israelense (n. 1918).
- 1996 — José Roberto Magalhães Teixeira, político brasileiro (n. 1937).

### Século XXI
- 2004
  - Danny Ortiz, futebolista guatemalteco (n. 1976).
  - Jerome Lawrence, dramaturgo estadunidense (n. 1915).
- 2012
  - David Jones, músico e ator britânico (n. 1945).
  - Sheldon Moldoff, desenhista norte-americano (n. 1920).
- 2016 — Ana Vieira, artista plástica portuguesa (n. 1940).
- 2020
  - Rui Chapéu, jogador de sinuca brasileiro (n. 1940).
  - Éva Székely, nadadora húngara (n. 1927).

## Ocorrência do dia 29 de fevereiro ao longo doséculo XXI
| domingo                | segunda-feira    | terça-feira      | quarta-feira           | quinta-feira     | sexta-feira            | sábado           |
| ---------------------- | ---------------- | ---------------- | ---------------------- | ---------------- | ---------------------- | ---------------- |
| 2004, 2032, 2060, 2088 | 2016, 2044, 2072 | 2028, 2056, 2084 | 2012, 2040, 2068, 2096 | 2024, 2052, 2080 | 2008, 2036, 2064, 2092 | 2020, 2048, 2076 |

## Feriados e eventos cíclicos

### Cristianismo
- João Cassiano